# Tremellodendropsidales
Tremellodendropsidales es un orden de hongos de la clase Agaricomycetes. El orden comprende actualmente una sola familia que contiene un pequeño género de hongos clavarioides con basidios parcialmente septados. El orden se estableció como resultado de la investigación molecular, basada en el análisis cladístico de las secuencias de ADN.

## Descripción
Los cuerpos fructíferos son en forma de coral que varían en altura de 3 a 6 cm (1+1 ⁄ 8 a 2+3 ⁄ 8 pulgadas) y hasta 5 cm (2 pulgadas) de diámetro. Los brazos pueden ser no ramificados o escasamente ramificados, y las puntas son redondeadas y con frecuencia aplanadas. El cuerpo fructífero es blanquecino, pero tiende a volverse marrón en la madurez. El tallo duroes blanco, al igual que la pulpa y está cubierto de micelio blanquecino en la base.
En depósito, las esporas son blancas. Las esporas son alargadas, elípticas o en forma de huso, tienen una superficie lisa y miden de 13 a 20 por 4,5 a 6,5  μm. Los basidios (células portadoras de esporas) a menudo tienen particiones longitudinales en sus vértices.
Los cuerpos fructíferos crecen en el suelo de bosques, solos o en grupos. Se distribuyen en partes de Europa, América y Asia.

## Taxonomía
Contiene la siguiente familia, género y especies:
- Tremellodendropsidaceae
  - Tremellodendropsis
    - Tremellodendropsis clavulinoides
    - Tremellodendropsis flagelliformis
    - Tremellodendropsis pusio
    - Tremellodendropsis semivestita
    - Tremellodendropsis transpusio
    - Tremellodendropsis tuberosa